# Ellie Black
Pour les articles homonymes, voir Black.
Elsabeth Black, également appelée Ellie Black, est une gymnaste artistique canadienne, née à Halifax le 8 septembre 1995.
Elle a notamment gagné deux médailles d'argent individuelles et une médaille de bronze par équipes aux championnats du monde.

## Biographie
Elle remporte la médaille d'argent du concours général aux Championnats du monde de gymnastique artistique 2017 à Montréal avec une note totale de 55.132, tout juste derrière l'américaine Morgan Hurd qui finit avec 55.232 points. Ellie Black devient ainsi la première gymnaste canadienne à se hisser sur le podium au concours multiple des Championnats du monde et marque ainsi le meilleur résultat de la gymnastique féminine canadienne. Elle termine par ailleurs 4e de la finale saut.
Elle a commencé la gymnastique artistique à l'âge de 9 ans au club Halifax Alta Gymnastics Club et s'entraîne avec David Kikuchi (en), ancien athlète de l'équipe canadienne de gymnastique artistique masculine. Elle est membre de l'équipe senior canadienne depuis 2010 et a participé aux Jeux olympiques d'été de 2012 à Londres ainsi qu'à ceux de Rio en 2016, de 2021 à Tokyo et de Paris en 2024.

## Palmarès

### Jeux olympiques
- Londres 2012
  - 5e au concours général par équipes
  - 8e au saut
- Rio 2016
  - 5e au concours général individuel
  - 9e au concours général par équipes (non finaliste)
- Tokyo 2020
  - 4e à la poutre[6]

### Championnats du monde
- Montréal 2017
  -  médaille d'argent au concours général individuel
  - 4e au saut
  - 8e à la poutre
  - 7e au sol

- Doha 2018
  - 4e au concours par équipes
  - 12e au concours général individuel
  - 7e au saut

- Liverpool 2022
  -  médaille d'argent à la poutre
  -  médaille de bronze au concours par équipes

- Anvers 2023
  - 16e au concours général individuel
  - 5e au saut
  - 8e aux barres asymétriques

### Jeux du Commonwealth
- Glasgow 2014
  -  médaille d'or à la poutre
  -  médaille d'argent au saut
  -  médaille de bronze au sol
- Gold Coast 2018
  -  médaille d'or au concours général individuel
  -  médaille d'or au concours général par équipes
  -  médaille d'argent au saut

### Jeux panaméricains
- Toronto 2015
  -  médaille d'or au concours général individuel
  -  médaille d'or à la poutre
  -  médaille d'or au sol
  -  médaille d'argent au concours général par équipes
  -  médaille de bronze au saut
- Lima 2019
  -  médaille d'or au concours général individuel
  -  médaille d'or au saut
  -  médaille d'argent au concours général par équipes
  -  médaille d'argent à la poutre
  -  médaille de bronze aux barres asymétriques

### Universiades
- Kazan 2013
  -  médaille d'argent au sol
  -  médaille de bronze à la poutre
- Taipei 2017
  -  médaille d'or à la poutre
  -  médaille d'argent au concours général par équipes
  -  médaille de bronze au concours général individuel
  -  médaille de bronze aux barres asymétriques

### Autres compétitions internationales
- Coupe du monde à Ljubljana 2013
  -  médaille d'or au saut
  -  médaille d'or à la poutre
  -  médaille d'or au sol
  - 5e aux barres asymétriques
- Pacific Alliance Championship 2014 à Richmond
  -  médaille d'or au saut
  -  médaille d'argent au concours général par équipes
  -  médaille de bronze au concours général individuel
- American Cup 2015
  - 5e au concours général individuel
- American Cup 2016
  -  médaille de bronze au concours général individuel